# Robin Hood and His Merry Men
Robin Hood and His Merry Men (dt. Robin Hood und seine fröhlichen Gesellen) ist ein britischer Kurzfilm in Schwarzweiß aus dem Jahr 1908. Er ist die erste Verfilmung der Robin-Hood-Geschichte und nicht erhalten geblieben. Der Film wurde von der Clarendon Film Company produziert. Regie führte Percy Stow.

## Inhalt
Robin Hood bewahrt mit seiner Bande einen jungen Mann vor der Hinrichtung am Galgen durch den Sheriff von Nottingham.